# On the Count of Three
Pour plus de détails, voir Fiche technique et Distribution.
On the Count of Three est un thriller de comédie américain réalisé par Jerrod Carmichael et sorti en 2021. Il s'agit de son premier long-métrage en tant que réalisateur.

## Fiche technique
- Titre : On the Count of Three
- Réalisation : Jerrod Carmichael
- Scénario : Ari Katcher et Ryan Welch
- Décors : Garren Dunbar
- Direction artistique : Zebah Pinkham
- Costumes : Jennifer Stroud
- Montage : Tom Eagles et Ernie Gilbert
- Photographie : Marshall Adams
- Production : David Carrico, Jake Densen, Ari Katcher, Adam Paulsen, Jimmy Price, Josh Senior et Tom Werner
  - Production exécutive : Megan Ellison, Michael Baker, Tyson Bidner, Christopher Storer et Ryan Welch
- Sociétés de production : Annapurna Pictures, Orion Pictures, Valparaiso Pictures, Werner Entertainment et Morningside Entertainment
- Société de distribution : United Artists Releasing (États-Unis)
- Pays de production :  États-Unis
- Langue originale : anglais
- Format : couleur — 2,00:1
- Genre : comédie, thriller
- Durée : 84 minutes
- Dates de sortie :
  - États-Unis : 29 janvier 2021 (festival du film de Sundance)[1] ; 13 mai 2022 (sortie nationale)

## Distribution
- Jerrod Carmichael : Val
- Christopher Abbott : Kevin
- Tiffany Haddish : Natasha
- Henry Winkler : Dr. Brenner
- J. B. Smoove : Lyndell
- Lavell Crawford : Donny
- Craig Arnold : Eddie
- Allison Buster : Leah
- Sydney Van Delft : Beth
- Clyde Whitman : Mr. Richie
- Jamie Mac : Todd
- Ryan McDonald : Brian